# Conseil général des technologies de l'information
 (janvier 2015).
Si vous disposez d'ouvrages ou d'articles de référence ou si vous connaissez des sites web de qualité traitant du thème abordé ici, merci de compléter l'article en donnant les références utiles à sa vérifiabilité et en les liant à la section « Notes et références ».
Le Conseil général des technologies de l'information (CGTI) était une institution française mise en place par le décret n° 96-1092 du 13 décembre 1996. Sa création est l'un des éléments de la réforme de 1996 dans le domaine des télécommunications, réforme dont les principaux volets étaient la Loi de Réglementation des Télécommunications, le changement de statut de France Télécom et le rattachement à l'État des établissements publics d'enseignement supérieur des télécommunications.
Il a été regroupé avec le Conseil général des mines par le décret n° 2009-64 du 16 janvier 2009 pour créer le Conseil général de l'industrie, de l'énergie et des technologies (CGIET).

## Missions
Les missions du CGTI, maintenant assumées par le CGIET, étaient les suivantes : 
- Inspection générale : contrôle et inspection d’organismes publics ; suivi et évaluation de politiques publiques ;
- Veille, expertise, conseil et propositions opérationnelles pour l’exécutif, dans un domaine complexe et en évolution rapide, celui des technologies de l'information quel que soit leur secteur d'application ;
- Tutelle technique et pédagogique de l'Institut Télécom (ex Groupe des écoles des télécommunications) (Télécom ParisTech ex ENST : École nationale supérieure des télécommunications, Télécom Bretagne ex ENSTB : École nationale supérieure des télécommunications de Bretagne, Télécom SudParis ex Télécom INT & Télécom École de Management ex INT Management) ;
- Gestion du Corps interministériel des ingénieurs des télécommunications.

Compétent en matière de technologies de l'information et notamment dans les domaines des télécommunications, de l'ensemble des services postaux, de l'informatique, de l'électronique, de l'audiovisuel, de l'espace et de l'internet, le CGTI conduisait ses missions pour le compte des ministres chargés des secteurs correspondants et contribuait à la politique de recherche publique dans son domaine. Il pouvait intégrer toutes les dimensions des problèmes posés : réglementaire, législative, industrielle, services, recherche, France, Europe, international. Ses modes d’intervention sont divers (missions du programme annuel, interventions d’actualité) et la restitution se fait sous des formes variées et adaptées aux besoins (rapports, notes d’alertes, propositions opérationnelles pour l’exécutif…).
Le CGTI donnait son avis sur les questions qui lui étaient soumises (y compris pour les textes réglementaires en cours d'élaboration dans son domaine de compétence) et pouvait procéder à des enquêtes en France ou à l'étranger, dans le cadre des études qui lui sont confiées. Il a ainsi publié plusieurs rapports dont « un » (version du 27 septembre 2007 sur Internet Archive) sur la position de l'Union européenne sur la brevetabilité des logiciels.
Enfin, le CGTI assurait le secrétariat général du Conseil stratégique des technologies de l'information (CSTI), service du Premier ministre réactivé par le décret n° 2004-255 du 22 mars 2004, ainsi que le suivi des recommandations, propositions et avis de ce conseil stratégique.
Le CGTI était composé d'une dizaine d'ingénieurs généraux des télécommunications et d'une quinzaine de contrôleurs généraux ; il était présidé par le Ministre chargé des postes et télécommunications qui désigne un Vice-président parmi les ingénieurs généraux ; ce Vice-président était de droit Président du Conseil d'administration de l'Institut TELECOM.
Une vingtaine de personnalités qualifiées étaient nommées au Conseil général pour participer en tant que membres associés à ses travaux, notamment à ceux des sections. Elles  exerçaient leurs activités dans tous les secteurs du domaine des technologies de l'information (opérateurs, constructeurs / ensembliers, recherche, grande distribution ...).